# Oblężenie Smoleńska (1514)
Oblężenie Smoleńska w 1514 roku – oblężenie i zdobycie Smoleńska przez wojska moskiewskie pod dowództwem Wasyla III w dn. 1 sierpnia 1514 w czasie wojny litewsko-moskiewskiej 1512-1522.

## Oblężenie
Moskiewskie wojska w sile prawie 42 tys. wyszły z Moskwy 18 czerwca 1514. Po 38 dniach marszu, 15 lipca, dotarły pod Smoleńsk, obległy go i zaczęły przygotowania do szturmu: dookoła twierdzy zbudowano palisadę, a naprzeciw bram powstały umocnienia zwane rogatkami, służące zapobieżeniu wypadom załogi miasta. Przygotowania zakończono w ciągu 2 tygodni i 29 lipca rozpoczął się ostrzał artyleryjski. Wojska moskiewskie dysponowały ok. 140, a według innych źródeł 300 działami pod dowództwem puszkarza Stefana, które spowodowały poważne szkody miastu, którego obroną dowodził Jerzy Sołłohub.
Latopis tak opisuje ostatni dzień oblężenia:

Przybył sam wielki książę ze swoimi braćmi pod miasto Smoleńsk z licznymi siłami i wielką artylerią. I działa i piszczały wielkie wokół miasta postawiwszy, rozkazał bić w gród ze wszystkich stron i szturmy wielkie czynić bez ustanku, i ognistymi działami w gród bić, tak że od huku i wrzasku armat i piszczał i ludzi, a także i od bicia dział i piszczał ludzi z grodu, ziemia się trzęsła, a ludzie siebie nie widzieli, i cały gród w płomieniach i dymie i wydawało się, że się unosił. I strach wielki padł na mieszczan, i zaczęli z grodu krzyczeć, żeby wielki władca się ulitował, miecz swój opuścił, a rozkazał zakończyć bój, a oni chcą bić czołem przed władcą i gród oddać.

Załoga Smoleńska zaproponowała rozpoczęcie rozmów, jednak prośba ta została odrzucona przez Wasyla III, który zażądał natychmiastowego poddania się. Pod naciskiem mieszczan litewska załoga poddała się 31 lipca i 1 sierpnia rosyjskie wojska uroczyście weszły do miasta. Smoleński biskup prawosławny Warsonofiej odprawił moleben, w czasie którego mieszczanie przysięgli wierność moskiewskiemu władcy. Wojewoda smoleński Jerzy Sołłohub odmówił przysięgi i został wypuszczony na Litwę, gdzie stracono go za poddanie twierdzy.

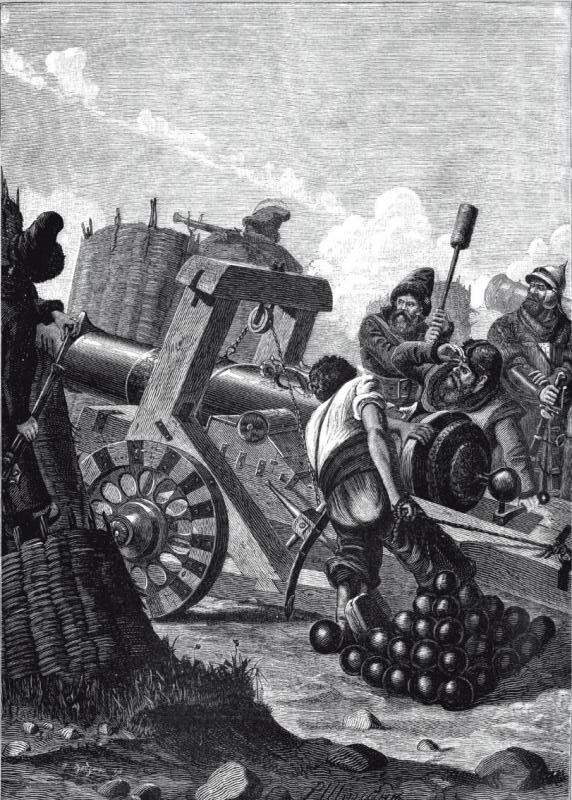
XVI-wieczna rosyjska broń oblężnicza

Po wygranej bitwie pod Orszą wojska litewskie podjęły próbę odbicia Smoleńska, która zakończyła się jednak niepowodzeniem i w 1522 r. między księstwem moskiewskim i Wielkim Księstwem Litewskim został podpisany pokój, na mocy którego Smoleńsk przeszedł we władanie Moskwy. Po bitwie Smoleńsk pozostawał pod władzą carów rosyjskich prawie 100 lat, a następnie rozejmu w Dywilinie w 1618 r. został zwrócony Wielkiemu Księstwu Litewskiemu, ale w 1654 r. ostatecznie trafił do Rosji z wyjątkiem dwóch okresów: jesieni 1812 r., kiedy został zdobyty przez Francuzów i lat 1941–1943, kiedy został zagarnięty przez III Rzeszę.
Na pamiątkę zdobycia Smoleńska Wasyl III ufundował moskiewski Monaster Nowodziewiczy w miejscu, gdzie rosyjskie pułki gromadziły się przed wyprawą.

## Literatura
- Ирина Борисовна Михайлова, К вопросу о „Смоленском взятии” 1514г, „Studia Slavica et Balcanica Petropolitana: Петербургские славянские и балканские исследования.”, 2 (10), 2011, s. 41–54 [zarchiwizowane z adresu 2016-03-04].